# Blabèrids
Els blabèrids (Blaberidae) són una família d'insectes de l'ordre Blattodea. Poden assolir una gran mida (més de 7 cm) i per això se les anomena paneroles gegantes.

## Algunes espècies
- Panchlora nivea
- Gromphadorhina portentosa
- Blaberus fusca

## Gèneres
| - Subfamília Blaberinae - Achroblatta - Anchoblatta - Antioquita - Archimandrita - Aspiduchus - Cacoblatta - Capucinella - Cariacasia - Bionoblatta - Blaberus - Blaptica - Brachycola - Byrsotria - Eublaberus - Glomerexis - Glyptopeltis - Gromphadorhina - Hemiblabera - Hiereoblatta - Hormetica - Hyporhicnoda - Kemneria - Lucihormetica - Mesoblaberus - Minablatta - Mioblatta - Monachoda - Monastria - Neorhicnoda - Oxycercus - Paradicta - Parahormetica - Petasodes - Phoetalia - Pseudogyna - Sibylloblatta - Styphon - Subfamília Diplopterinae - Calolampra - Diploptera | - Subfamília Epilamprinae - Acroporoblatta - Anisolampra - Aptera (genus) - Apsidopis - Ataxigamia - Audreia - Blepharodera - Calolamprodes - Colapteroblatta - Compsolampra - Cyrtonotula - Derocardia - Dryadoblatta - Elfridaia - Epilampra - Galiblatta - Haanina - Homalopteryx - Litopeltis - Miroblatta - Molytria - Morphna - Nauclidas - Notolampra - Opisthoplatia - Phlebonotus - Phoraspis - Pinaconota - Placoblatta - Poroblatta - Phortioeca - Pseudophoraspis - Pseudoplatia - Rhabdoblatta - Rhicnoda - Stictolampra - Stictomorphna - Thorax - Ylangella | - Subfamília Gyninae - Alloblatta - Evea - Gyna - Paraprincisaria - Paraplecta - Princisaria - Pseudocalolampra - Progonogamia - Thliptoblatta - Subfamília Panchlorinae - Achroblatta - Anchoblatta - Biolleya - Panchlora - Pelloblatta - Subfamília Panesthiinae - Ancaudellia - Annamoblatta - Caeparia - Microdina - Miopanesthia - Panesthia - Salganea - ?Dicellonotus - ?Dolichosphaeria - ?Hemipanesthia - ?Heteroblatta - ?Geoscapheus - ?Macropanesthia - ?Mylacrina - ?Neogeoscaphus - ?Parapanesthia - ?Phortioecoides - ?Proscratea - Subfamília Oxyhaloinae - Aeluropoda - Ateloblatta - Coleoblatta - Griffiniella - Gromphadorhina - Heminauphoeta - Henschoutedenia - Jagrehnia - Leucophaea - Nauphoeta - Oxyhaloa - Pelloblatta - Pronauphoeta | - Subfamília Perisphaeriinae - Bantua - Compsagis - Cyrtotria - Derocalymma - Ellipsica - Elliptoblatta - Gymnonyx - Hostilia - Laxta - Neolaxta - Perisphaeria - Perisphaerus - Pilema (Pronaonota) - Platysilpha - Poeciloblatta - Pronaonota - Pseudoglomeris - Trichoblatta - Zuluia - Subfamília Pycnoscelinae - Pycnoscelus - Stilpnoblatta - Subfamília Zetoborinae - Capucina - Lanxoblatta - Parasphaeria - Phortioeca - Schizopilia - Schultesia - Thanatophyllum - Tribonium - Zetobora - Zetoborella - Subfamília incerta - Africalolampra - Apotrogia - Diplopoterina - Eustegasta - Gynopeltis - Hedaia - Isoniscus - Phenacisma - Cryptocercus |